# Centaurea lacaitae
Centaurea lacaitae — вид квіткових рослин айстрових (Asteraceae). Ендемік Сицилії.